# Де Франки, Федерико (1642)
Федерико Де Франки II (итал. Federico De Franchi; Генуя, 1642 — Генуя, 1734) — дож Генуэзской республики.

## Биография
Родился в Генуе в 1642 году. Сын Чезаре Де Франки и внук дожа Федерико Де Франки (1623-1625), племянник дожей Джироламо и Джакомо. Был крещен в церкви Санта-Мария-делле Винье.
Изначально избрал для себя военную карьеру, служил в магистрате трирем и капитаном области Бизаньо. Кроме того, осуществлял и общественные функции, работал в магистрате масла и был попечителем больницы Памматоне. Был послом Генуи при дворе испанского короля Филиппа V.
Был избран дожем 7 июня 1701 года, 136-м в истории Генуи, в возрасте 59 лет, приняв одновременно титул короля Корсики. Не успел проявить себя ничем выдающимся.
Его мандат завершился 7 июня 1703 года,  после чего он занимал должности главы магистрата инквизиторов и попечителя Колледжа Дель-Бене. Он умер в Генуе в 1734 году и был похоронен в церкви Сан-Франческо-ди-Кастеллетто.
Был женат на Марии Гримальди.